# Immagine in cornice
Immagine in Cornice è un film musicale dei Pearl Jam che documenta i cinque concerti tenuti in Italia nel 2006, che include scene dal backstage e varie performance dal vivo.

## Riassunto
Il film è stato realizzato da Danny Clinch. È stato filmato in vari formati, dal Super-8 all'HD. È stato pubblicato il 25 settembre 2007.

## Tracklist
1. Severed Hand
2. World Wide Suicide
3. Life Wasted
4. Corduroy
5. State of Love and Trust
6. Porch
7. Even Flow
8. Better Man
9. Alive
10. Blood
11. Comatose
12. Come Back
13. Rockin' in the Free World

### Bonus
- A Quick One While He's Away
- Throw Your Arms Around Me
- Yellow Ledbetter